# Pierre-Marie Taillepied de Bondy
Pour les articles homonymes, voir Taillepied de Bondy, Taillepied (homonymie) et Bondy (homonymie).
Pierre-Marie Taillepied, comte de Bondy, est un homme politique français né à Paris le 7 octobre 1766 et mort dans la même ville le 11 janvier 1847.

## Biographie
Issu d'une famille de financiers, Pierre-Marie Taillepied de Bondy devint, en 1792, directeur de la fabrication des assignats. Après le 10 août, il donna sa démission, qui ne lui fut accordée qu'avec réticence, et se retira de la vie publique jusqu'à l'avènement de l'Empire.
Le prince Eugène, avec qui il était lié, le fit nommer chambellan de Napoléon Ier en 1805. Il suivit l'empereur dans ses voyages et, au retour de la campagne d'Autriche, fut nommé maître des requêtes au Conseil d'État et président du collège électoral de l'Indre (1809). 
Créé baron de l'Empire (19 novembre 1809) puis comte de l'Empire (14 février 1810), il fut attaché à la personne des rois de Saxe et de Bavière et fut au nombre des hauts dignitaires envoyés à Karlsruhe au-devant de la nouvelle impératrice Marie-Louise.
Nommé préfet du Rhône en août 1810, il s'y distingua par une administration active et vigilante, créa le nouveau quartier de Perrache à Lyon sur des marais qu'il fit combler et assainir, prévint la disette de 1812 et donna un grand essor aux travaux publics et au commerce. Il acquit l'estime des négociants en appliquant notamment avec vigueur les décrets impériaux contre l'introduction des marchandises anglaises. Lors de l'attaque de Lyon par les alliés en 1814, il organisa lui-même la défense de la ville et n'en sortit qu'avec le dernier régiment.
Les autorités autrichiennes d'occupation le remplacèrent à titre provisoire mais, lors de la Première Restauration, le gouvernement, cédant aux instances des Lyonnais, accepta de maintenir Taillepied de Bondy à son poste. Il ne l'y laissa toutefois que brièvement et, après l'avoir écarté, le nomma en compensation commandeur de la Légion d'honneur (20 novembre 1814).
Durant les Cent-Jours, Napoléon le nomma préfet de la Seine. Élu représentant à la Chambre des Cent-Jours le 13 mai 1815 par l'arrondissement du Blanc (Indre), il sut, comme préfet, maintenir l'ordre dans Paris, recommanda le calme et la prudence à l'approche des troupes alliées, et fut l'un des trois commissaires chargés de négocier la convention du 3 juillet. 
Sous la Seconde Restauration, il figura comme témoin à décharge dans le procès du maréchal Ney (décembre 1815). Élu député par le grand collège du département de l'Indre le 4 octobre 1816, il siégea à gauche parmi les défenseurs de la Charte et des libertés qu'elle garantissait. Il fut successivement réélu le 20 octobre 1818 et, dans le 2e arrondissement électoral de l'Indre (La Châtre), le 13 novembre 1822. Le 25 février 1824, il échoua dans le même collège et, huit jours plus tard, il échoua également au collège de département. Mais, le 17 novembre 1827, le 1er arrondissement électoral de l'Indre (Châteauroux) le renvoya à la Chambre. Il vota l'adresse des 221 contre le ministère Polignac et fut réélu le 23 juin 1830.
Après la Révolution de 1830, Taillepied de Bondy fut appelé à remplacer Odilon Barrot comme préfet de la Seine en février 1831. Dans ce poste délicat, il sut faire apprécier ses qualités d'administrateur avisé : il assainit la situation financière de la ville mais les vives tensions politiques de l'époque ne lui permirent pas d'entreprendre des réformes de longue haleine. Il se montra inflexible dans la répression des émeutes populaires, en particulier celles du 5 et 6 juin 1832, lors de l'enterrement du général Lamarck. Il fut démis de ses fonctions le 25 juin 1833, recevant à cette occasion la croix de Grand officier de la Légion d'honneur, puis devint président du Conseil général de l'Indre. 
Il devint pair de France le 19 novembre 1831 dans la fournée de 36 pairs nommée à l'instigation du gouvernement pour faire adopter par la Chambre haute le projet de loi abolissant l'hérédité de la pairie. Au Palais du Luxembourg, il siégea parmi les ministériels. Il devint par la suite chambellan de la reine Marie-Amélie et intendant de la liste civile du 15 avril 1837 au 31 mars 1839, lorsque le comte de Montalivet fut appelé au gouvernement. En 1839, ses fonctions sont changées en celles d'intendant général honoraire de la liste civile. 
Il est le père de François-Marie Taillepied de Bondy (1802-1890), pair de France sous la monarchie de Juillet et sénateur de la Troisième République.

### Source
- « Pierre-Marie Taillepied de Bondy », dans Adolphe Robert et Gaston Cougny, Dictionnaire des parlementaires français, Edgar Bourloton, 1889-1891 [détail de l’édition]

Les papiers personnels de Pierre-Marie Taillepied de Bondy sont conservés aux Archives nationales sous la cote 177AP
Les  Archives du département du Rhône et de la métropole de Lyon conservent également un fonds d'archives privées de Pierre-Marie Taillepied de Bondy, qui concerne essentiellement son action comme préfet du Rhône entre 1810 et 1814. 